# Allsvenskan i ishockey 1985
Allsvenskan i ishockey 1985 spelades mellan de två bästa lagen från respektive grundserie i Division I, sammanlagt åtta lag. De två främsta lagen efter färdigspelad serie möttes i Allsvenska finalen där segraren fick en plats i Elitserien nästa säsong. Lagen på plats 3–6 gick vidare till playoff medan de två sista lagen var färdigspelade för säsongen och kvalificerade för spel i Division I nästa säsong.
Örnsköldsvikslaget Modo hade ansträngt sig för att återvinna sin plats i Elitserien och lyckades med sin föresats. Under serien förlorade man bara två matcher och segrade med fem poängs marginal före tvåan Troja. Bakom Modo var dock serien jämn. Inför sista omgången hade inte mindre än fem lag chansen att ta den andra platsen i finalen. Att det blev Troja från småländska Ljungby var en överraskning för de flesta, men laget förlorade inte en enda match hemma och det hjälpte dem till andraplatsen i den trettonde omgången. Västra Frölunda (Göteborg), S/G Hockey (Gävle), HV71 (Jönköping) och VIK (Västerås) tog platserna till playoff medan Örebro och CRIF (Skellefteå) var färdigspelade för säsongen.

## Tabell
| Nr | Lag                     | S  | V  | O | F  | GM | IM  | MS  | P  |
| -- | ----------------------- | -- | -- | - | -- | -- | --- | --- | -- |
| 1  | Modo AIK                | 14 | 10 | 2 | 2  | 77 | 42  | +35 | 22 |
| 2  | IF Troja-Ljungby        | 14 | 8  | 1 | 5  | 72 | 65  | +7  | 17 |
| 3  | Västra Frölunda HC      | 14 | 7  | 2 | 5  | 72 | 63  | +9  | 16 |
| 4  | S/G Hockey              | 14 | 7  | 1 | 6  | 73 | 68  | +5  | 15 |
| 5  | HV71                    | 14 | 6  | 2 | 6  | 89 | 72  | +17 | 14 |
| 6  | IK VIK Hockey           | 14 | 5  | 4 | 5  | 71 | 61  | +10 | 14 |
| 7  | Örebro IK               | 14 | 5  | 2 | 7  | 56 | 58  | −2  | 12 |
| 8  | Clemensnäs/Rönnskärs IF | 14 | 1  | 0 | 13 | 30 | 111 | −81 | 2  |

## Allsvenska finalen
Modo mötte Troja i den allsvenska finalen och gjorde processen kort. Endast tre matcher behövdes för att Modo skulle ta elitserieplatsen och Troja tillfogades säsongens första hemmaförlust. Troja gick dock vidare till kvalserien till Elitserien.
- Modo AIK - IF Troja 7–4 (3–3, 1–0, 3–1) publik 3 911
- IF Troja - Modo AIK 2–5 (1–1, 0–0, 1–4) publik 3 755
- Modo AIK - IF Troja 6–4 (0–2, 2–2, 4–0) publik 5 028